# Heber Bartolomé
Heber Bartolomé y González (Cabanatuan, Tercera República Filipina, 4 de noviembre de 1948 - 15 de noviembre de 2021) fue un cantautor, poeta, guitarrista y pintor filipino. 

## Carrera

### Influencias
Su música estuvo influenciada por la tradición estilística de la gente de filipinos y de las melodías religiosas. Él fue el fundador de Banyuhay, una banda de "protesta" que llevó al sonido de la marca kubing, un instrumento musical indígena de Filipinas. Sus composiciones fueron descritos como "una síntesis única entre el rock y blues, ritmos étnicos de Filipinas".Su canción titulado "Nena" se convirtió en un éxito en 1977. Su "Tayo'y MGA Pinoy" ("Somos filipinos") fue finalista en 1978, como el primero del Metro Manila en el festival Popular Music.

### Reconocimiento
Canciones famosas suyas son "Pasahero" o "pasajeros" (1977), "Almusal" o "desayuno", "Inútil na Gising" o "un tonto despierto" (1985), y "Karaniwang Tao" o "persona común" (1985). Fue el compositor de la melodía de "Adarna Bulwagang Gantimpala de Ibong", un drama musical con 1989 un libreto escrito por René O. Villanueva. Fue también un antiguo miembro y administrador de la Sociedad Filipina de Compositores, Autores y Editores, Inc. (FILSCAP), siendo el encargado de percibir las regalías por sus miembros tras la celebración de espectáculos públicos y de las canciones utilizadas en radiodifusión sonora y televisión, el cine y la extiende similares de la responsabilidad de recoger estas regalías conocidas como FILSCAP, los miembros de las filiales extranjeras como la Sociedad Americana de Compositores, Autores y Editores (ASCAP), Broadcast Music Inc. (BMI), sociedad de Compositores y Autores de Hong Kong (CASH), y más de cincuenta organizaciones de otros.